# Jordi Armet
Jordi Armet de Castellví (Barcelona, 1 de agosto de 1897-Madrid, 27 de diciembre de 1965), también conocido con el apodo de Koki, fue un futbolista español de los años 1910 y 1920.

## Trayectoria
Jordi Armet nació en el seno de una familia de la aristocracia catalana. Junto con sus hermanos Francisco y Juan formó una de las estirpes de futbolistas más destacadas de los inicios del siglo XX en Cataluña.
Empezó a practicar el fútbol en el Universitary SC. En 1916, junto con su hermano Juan, fichó por el RCD Espanyol, donde ya jugaba el otro hermano Francisco. Permaneció en el club blanquiazul una temporada, retirándose en 1917.